# Tullio Pandolfini
Tullio "Tullo" Pandolfini, född 6 augusti 1914 i Florens, död 23 april 1999 i Florens, var en italiensk vattenpolospelare. Han representerade Italien i OS vid olympiska sommarspelen 1948 i London. Han var bror till Gianfranco Pandolfini.
I OS-turneringen 1948 tog Italien guld och Tullio Pandolfini spelade två matcher. Han deltog också i EM-turneringen i Monte Carlo 1947 som Italien vann.